# Vladimir Bolea
Vladimir Iosif Bolea (ur. 23 września 1971 w Carabetovca w rejonie Basarabeasca) – mołdawski polityk i przedsiębiorca,  minister rolnictwa i przemysłu spożywczego (2022–2024) oraz infrastruktury i rozwoju regionalnego (od 2024), od 2023 także wicepremier.

## Życiorys
Kształcił się w Leningradzkiej Wyższej Wojskowo-Politycznej Szkole Obrony Powietrznej. W latach 1991–1997 studiował prawo i historię na Państwowym Uniwersytecie Mołdawskim, uzyskując licencjat. W 2002 uzyskał magisterium z prawa gospodarczego na tej uczelni. Pracował jako wykładowca ekonomii w szkole dziennikarskiej, od 2001 zajmował stanowiska kierownicze w przedsiębiorstwach, m.in. w SC GFC Holboca SRL z siedzibą w Jassach. Wstąpił do Partii Akcji i Solidarności, został szefem jej struktur w Kiszyniowie. W 2019 i 2021 był wybierany do Parlamentu Republiki Mołdawii kolejno z ramienia bloku wyborczego Teraz i PAS. Został szefem delegacji Mołdawii w zgromadzeniu parlamentarnym Organizacji Bezpieczeństwa i Współpracy w Europie. 8 lipca 2022 objął stanowisko ministra rolnictwa i przemysłu spożywczego w rządzie Natalii Gavrilițy. Pozostał na tym stanowisku także w powołanym w lutym 2023 gabinecie Dorina Receana, obejmując dodatkowo funkcję wicepremiera. W listopadzie 2024 przeszedł na fotel ministra infrastruktury i rozwoju regionalnego.